# Plinio Clabassi
Plinio Clabassi (Gradisca, 21 marzo 1920 – San Vito al Tagliamento, 22 ottobre 1984) è stato un basso italiano.

## Biografia
Si avvicinò alla musica e al canto in giovane età entrando a far parte della Cantoria Santo Stefano, formazione corale di Gradisca di Sedegliano, suo paese natale.
La carriera iniziò nel 1946 presso la RAI di Roma e lo portò per oltre un trentennio ad esibirsi in una moltitudine di teatri e sale da concerto in Italia e in tutto il mondo. Si esibì al fianco delle più grandi star del momento e con i maggiori direttori, sia in ruoli da protagonista che di fianco.
Il repertorio affrontato in oltre trent'anni di carriera fu estremamente vasto, spaziando dal primo '700 (Caldara, Paisiello) al '900 inoltrato (Pizzetti e Alfano), con più assidue frequentazioni per l'800 romantico italiano, come Bellini (Norma e La sonnambula), Donizetti (Anna Bolena, Lucia di Lammermoor, Maria Stuarda), Verdi (Aida, Un ballo in maschera, Il trovatore, Don Carlo, La forza del destino, Otello) e Puccini (Gianni Schicchi, La bohème, Madama Butterfly, Manon Lescaut, Turandot).
.
Sposò il soprano Rina Gigli, la figlia del tenore Beniamino.

## Discografia
- 1951 - Adriana Lecouvreur (Cilea) - Principe di Bouillon
- 1952 - Guillaume Tell (Rossini) - Melchthal
- 1954 - Don Carlo (Verdi) - Monje
- 1954 - La forza del destino (Verdi) - Marchese di Calatrava
- 1955 - Aida (Verdi) - Re
- 1955 - Aida (Verdi) - Re
- 1955 - Il tabarro (Puccini) - Il Talpa
- 1955 - Madama Butterfly (Puccini) - Bonzo
- 1955 - Rigoletto (Verdi) - Monterone
- 1956 - Alfonso und Estrella (Schubert) - Adolfo
- 1956 - Gianni Schicchi (Puccini) - Betto
- 1956 - La Campana Sommersa (Respighi) - Il Curato
- 1956 - Il trovatore (Verdi) - Ferrando
- 1957 - Manon (Massenet) - Comte des Grieux
- 1957 - Anna Bolena (Donizetti) - Lord Rochefort
- 1957 - I Lombardi alla prima crociata (Verdi) - Pagano
- 1957 - Nerone (Boito) - Dositeo
- 1957 - Il trovatore (Verdi) - Ferrando
- 1957 - La Gioconda (Ponchielli) - Alvise
- 1958 - Anna Bolena (Donizetti) - Enrico VIII
- 1958 - Otello (Verdi) - Lodovico
- 1959 - Samson et Dalila (Saint-Saëns) - Abimélech
- 1959 - Otello (Verdi) - Lodovico
- 1960 - Alcina (Haendel) - Melisso
- 1961 - La forza del destino (Verdi) - Padre Guardiano
- 1962 - Aida (Verdi) - Re
- 1963 - Iris (Mascagni) - Il cieco
- 1964 - La damnation de Faust (Berlioz) - Brander
- 1967 - Lucia di Lammermoor (Donizetti)  - Raimondo Bidebent
- 1967 - Rigoletto (Verdi) - Monterone
- 1971 - Salome (R. Strauss) - Zweiter soldat
- 1972 - La Cena delle Beffe (Giordano) - Il Tornaquinci
- 1972 - Caterina Cornaro (Donizetti) - Mocenigo

## Filmografia
- 1956 - La Sonnambula (Bellini) - Conte Rodolfo
- 1957 - Il trovatore (Verdi) - Ferrando
- 1958 - Otello (Verdi) - Lodovico
- 1958 - Turandot (Puccini) - Timur
- 1959 - Otello (Verdi) - Lodovico
- 1966 - Il trovatore (Verdi) - Ferrando
- 1967 - Lucia di Lammermoor (Donizetti) - Raimondo Bidebent
- 1967 - Un ballo in maschera (Verdi) - Samuel